# Тераса
Тераса (от латински: terra – земя, земна/приземна повърхност; на френски: terrasse – площадка) е архитектурна форма, представляваща открита площадка, построен направо върху земята (приземна тераса, на която се излиза от приземния етаж) – това е изначалното значение на думата.
По-късно, в преносен смисъл, като тераси започват да се обозначават и площадките върху покрива на дадена постройка (покривна тераса), както и площадките на нивото на горен етаж на дадена постройка (етажна тераса); правилният термин за етажните тераси в историята на архитектурата всъщност е „алтан“ или „алтана“ (на италиански: altana, от латински: altus – „висок“), което за разлика от терасата (земна/приземна площадка), подчертава характеристиката на издигнатата висока площадка.
Терасата може да е оградена, а може да има и покрив, който закрива цялата тераса или само част от нея. Когато терасата е покрита, то тогава се говори за веранда.
На терасата в отделни случаи може да се гледа като на голям балкон. 
Поне едната ѝ страна е прикрепена към сградата и може да е на няколко нива. 
Терасата е средство за увеличаване на жилищната площ, особено в райони с топъл климат, защото макар и на открито, създава достатъчно домашен уют и комфорт. На нея може да се отглеждат цветя, да се постави люлка, столове и маса, а дори и плувен басейн. 

Традиционно терасите са изработвани от дървесина, но могат да се ползват и други строителни материали като, например, бетон.
- Пример
- Приземна тераса (Германия)
- Тераси на двореца „Сен Жермен ан Ле“ в гр. Сен Жермен ан Ле (Франция)
- Така наречените Висящи градини на Семирамида във Вавилон; едно от седемте чудеса на античния света: големи градински/паркови тераси, разположени стъпаловидно.
- Покривна тераса в Ню Йорк
- Покривна тераса в Шермбек (Германия)
- Тераса като средство за увеличаване на жилищната площ

## История
Терасата има многовековна история. Едно от най-известните терасовидни изобретения на древността са Висящите градини на Семирамида.
В древен Египет дворците са били строени върху тераси, за да се компенсират неравностите, затова са били наричани терасовидни къщи. Това е практикувано и в развитите цивилизации на Индонезия и Камбоджа (например храмовият комплекс Ангкор Ват); историческите разкопки показват това и днес. В Камбоджа терасита, особено в района Ангкор, са служили като площадки за паради, шествия и игри, в непосредствена близост до кралските дврците; такъв пример е „Терасата на слоновете“.
В древен Рим тераси са създавани и за частни къщи (например вили). По-късно те се срещат и в нормандски и швабските сград. През Късното Средновековие върху аркадните дворове на градските дворци се изграждали покривни тераси, които от бароковия период нататък били ограждани с балюстради.
В ислямската архитектура терасите оформят покрива на сградите (покривни тераси). Срещат се в джамии и светски здания. Пример за такава тераса с големи размери е еспланадата на Храмовия хълм в Йерусалим, върху която се издигат Куполът на скалата и джамията Ал-Акса.